# Catedral de Sant Jaume de Riga
La Catedral de Sant Jaume (en letó: Svētā Jēkaba katedrāle) és la catedral de l'Arxidiòcesi de Riga, dedicada a Sant Jaume el Major, a més a més de la principal església catòlica de Letònia.

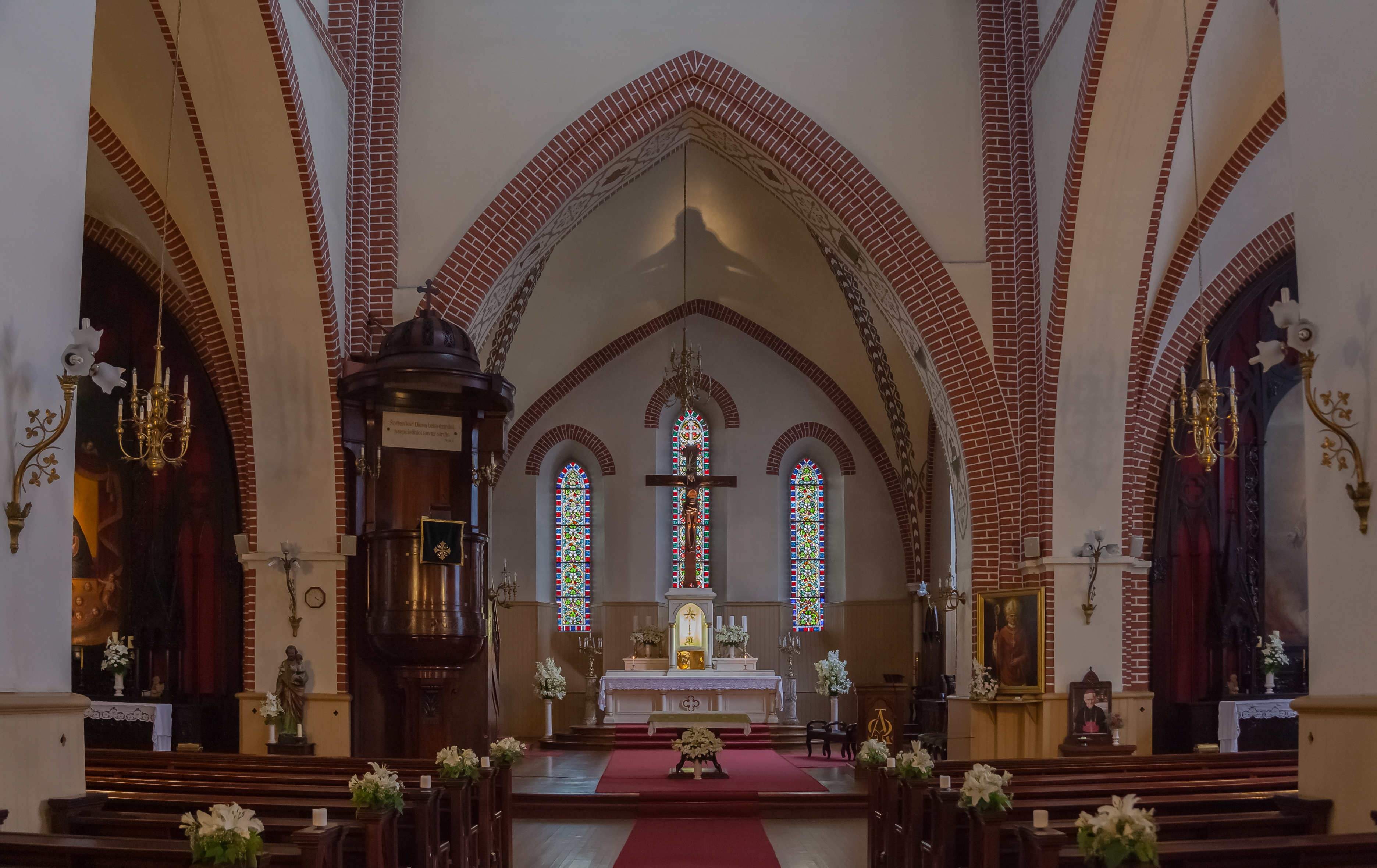
Interior del temple

A principis del segle xv va ser construïda la Capella de la Santa Creu a l'extrem sud de la primera església gòtica, i una part de l'església va ser convertida en basílica. L'any 1901, l'altar barroc més antic de Riga (1680) va ser reemplaçat per un de nou. La catedral forma part del Centre Històric de Riga, que és Patrimoni de la Humanitat.